# NGC 1351
NGC 1351 је елиптична галаксија у сазвежђу Пећ која се налази на NGC листи објеката дубоког неба.
Деклинација објекта је - 34° 51' 12" а ректасцензија 3h 30m 34,9s. Привидна величина (магнитуда) објекта NGC 1351 износи 11,5 а фотографска магнитуда 12,5. Налази се на удаљености од 20,256 милиона парсека од Сунца. NGC 1351 је још познат и под ознакама ESO 358-12, MCG -6-8-22, FCC 83, PGC 13028.